# Amphibian Species of the World
Pour les articles homonymes, voir ASW.
 (avril 2024).
Si vous disposez d'ouvrages ou d'articles de référence ou si vous connaissez des sites web de qualité traitant du thème abordé ici, merci de compléter l'article en donnant les références utiles à sa vérifiabilité et en les liant à la section « Notes et références ».
Amphibian Species of the World (abréviation ASW, littéralement en français : « Espèces d'amphibiens du monde »), est le site web sur les amphibiens du Muséum américain d'histoire naturelle (AMNH).
Il est maintenu par l'herpétologiste Darrel Richmond Frost.